# Тимельовець іржастий
Тимельове́ць іржастий (Pterorhinus berthemyi) — вид горобцеподібних птахів родини Leiothrichidae. Ендемік Китаю. Раніше вважався підвидом рудого тимельовця.

## Опис
Довжина птаха становить 27–29 см. Голова, спина і груди охристо-коричневі, крила і хвіст рудувато-коричневі або каштаново-коричневі. Кінчик хвоста світлий. Обличчя чорне, навколо очей плями синьої голої шкіри. Нижня частина грудей і живіт сірі.

## Поширення і екологія
Іржасті тимельовці мешкають в гірських районах центрального Китаю (північний захід Юньнаню, Ганьсу, південь Сичуаню, схід Аньхоя, Чжецзян, північний захід Фуцзяню). Вони живуть в гірських і рівнинних вологих тропічних і субтропічних лісах та на плантаціях. Зустрічаються на висоті від 600 до 1800 м над рівнем моря. Живляться комахами і насінням. Сезон розмноження триває в травні-липні. В кладці від 2 до 5 яєць.